# Turnul cu Ceas din Sighișoara

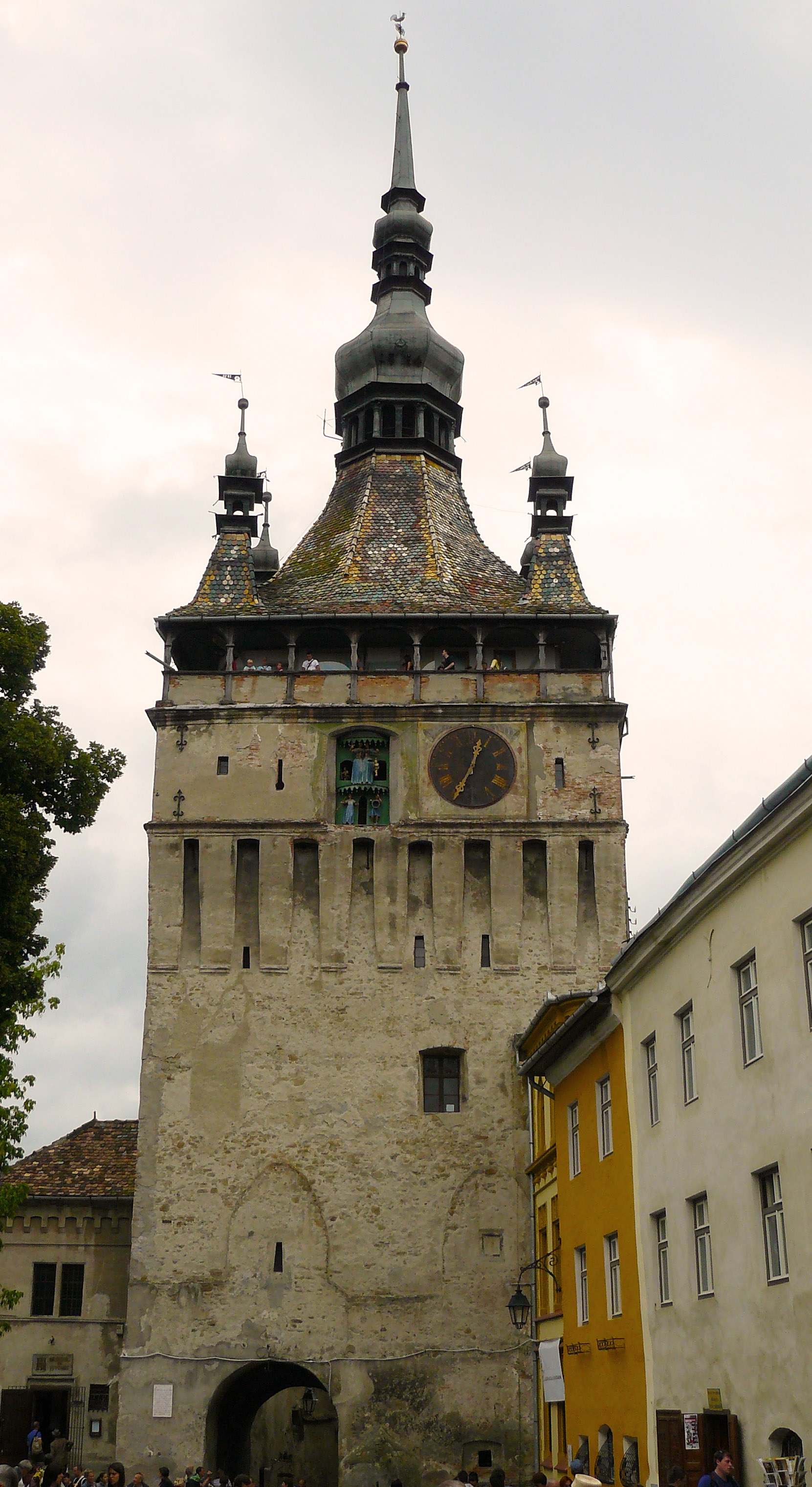
Turnul cu Ceas

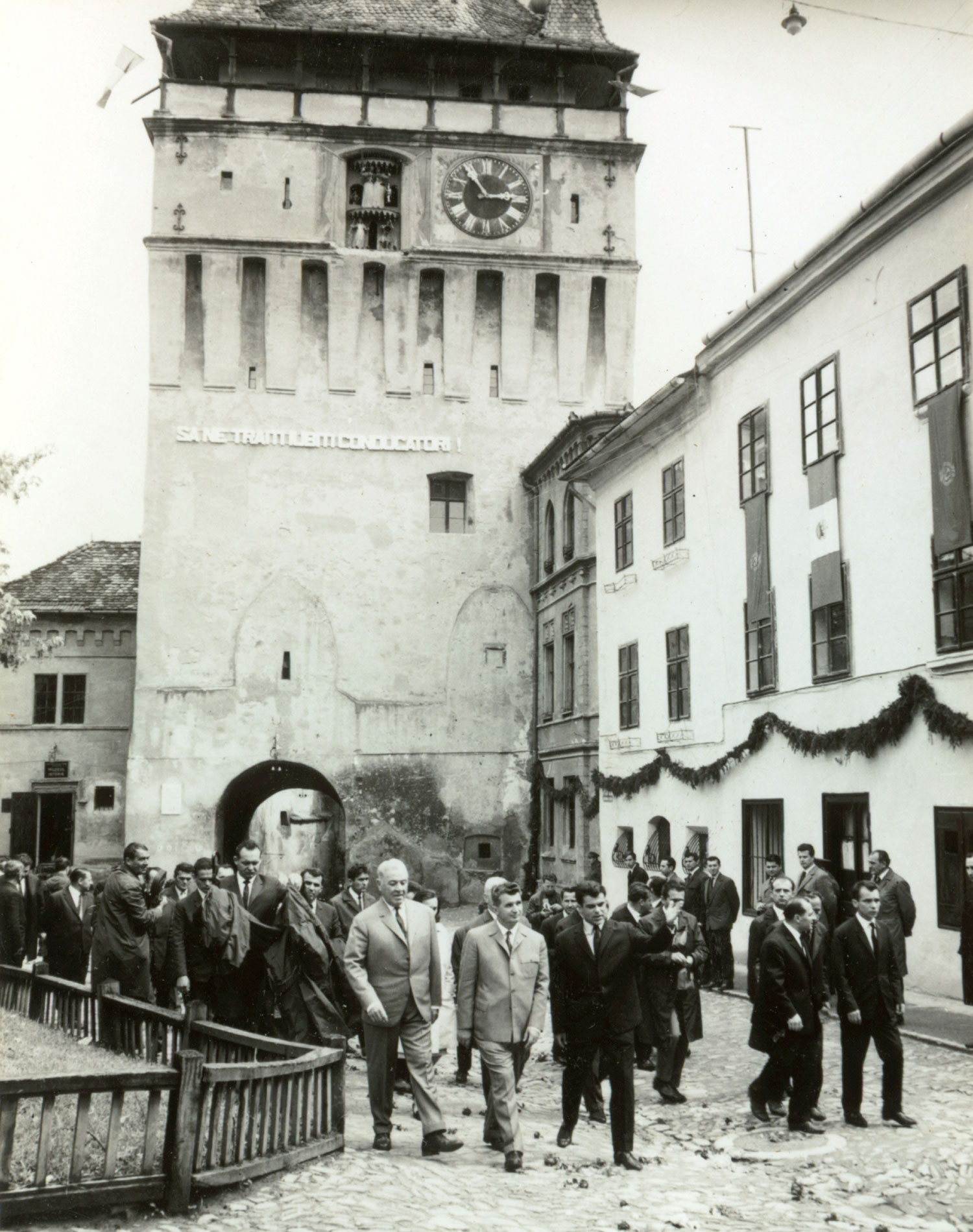
Turnul cu Ceas inscripționat cu lozinca „Să ne trăiți iubiți conducători!”, cu ocazia vizitei lui Nicolae Ceaușescu în iunie 1967

Turnul cu Ceas (în germană Stundturm, în traducere „Turnul orelor”) este un monument istoric și de arhitectură din Sighișoara, cel mai masiv dintre cele nouă turnuri de apărare ale cetății Sighișoara care s-au păstrat până în prezent (din totalul de 14). 
Monumentul are o înălțime de 64 de metri, este situat în partea de sud-est a cetății și este vizibil din orice punct al centrului orașului. Edificiul a fost construit în secolul al XIV-lea pentru a proteja poarta principală a orașului. La sfârșitul sec. al XVII-lea a fost prevăzut cu un coronament de factură barocă, similar celui de la Catedrala Sfântul Vitus din Praga. De-a lungul timpului Turnul cu Ceas a devenit edificiul reprezentativ al orașului.
Până în anul 1556 încăperea de la primul nivel al turnului a servit drept sală a consiliului orășenesc.
Construcția are la bază o prismă dreptunghiulară, prezintă cinci nivele, care împreună cu balconul și acoperișul în formă de piramidă au o înălțime de 64 de metri. Acest edificiu a primit la începutul veacului al XVII-lea un orologiu refăcut în anul 1648 de Johann Kirschel. Orologiul este prevăzut cu statui de lemn de tei, înalte de 0,80 metri. Ele înfățișează zeii romani care personifică zilele săptămânii: Diana (luni), Marte (marți), Mercur (miercuri), Jupiter (joi), Venus (vineri), Saturn (sâmbăta) și Soarele (duminica, în germană Sonntag).
Actualul mecanism al ceasului este mai nou fiind executat la comandă specială în Elveția de firma Fuchs și instalat în Turnul cu Ceas la 1 aprilie 1906. În exterior ceasul este dotat cu două cadrane de 2,40 metri diametru, pe fiecare fațadă a turnului.

## Pe moneda euro
Turnul cu ceas a fost gravat anul 2008 pe prototipul monedei euro românești de 2 euro, fără putere de circulație.